# Lithia Springs
Lithia Springs is een plaats (city) in de Amerikaanse staat Georgia, en valt bestuurlijk gezien onder Douglas County.

## Demografie
Bij de volkstelling in 2000 werd het aantal inwoners vastgesteld op 2072.

## Geografie
Volgens het United States Census Bureau beslaat de plaats een oppervlakte van
5,7 km², geheel bestaande uit land.

## Plaatsen in de nabije omgeving
De onderstaande figuur toont nabijgelegen plaatsen in een straal van 16 km rond Lithia Springs.

## Geboren in Lithia Springs
- Lil Nas X (1999), rapper en singer-songwriter